# Mari Tanigawa

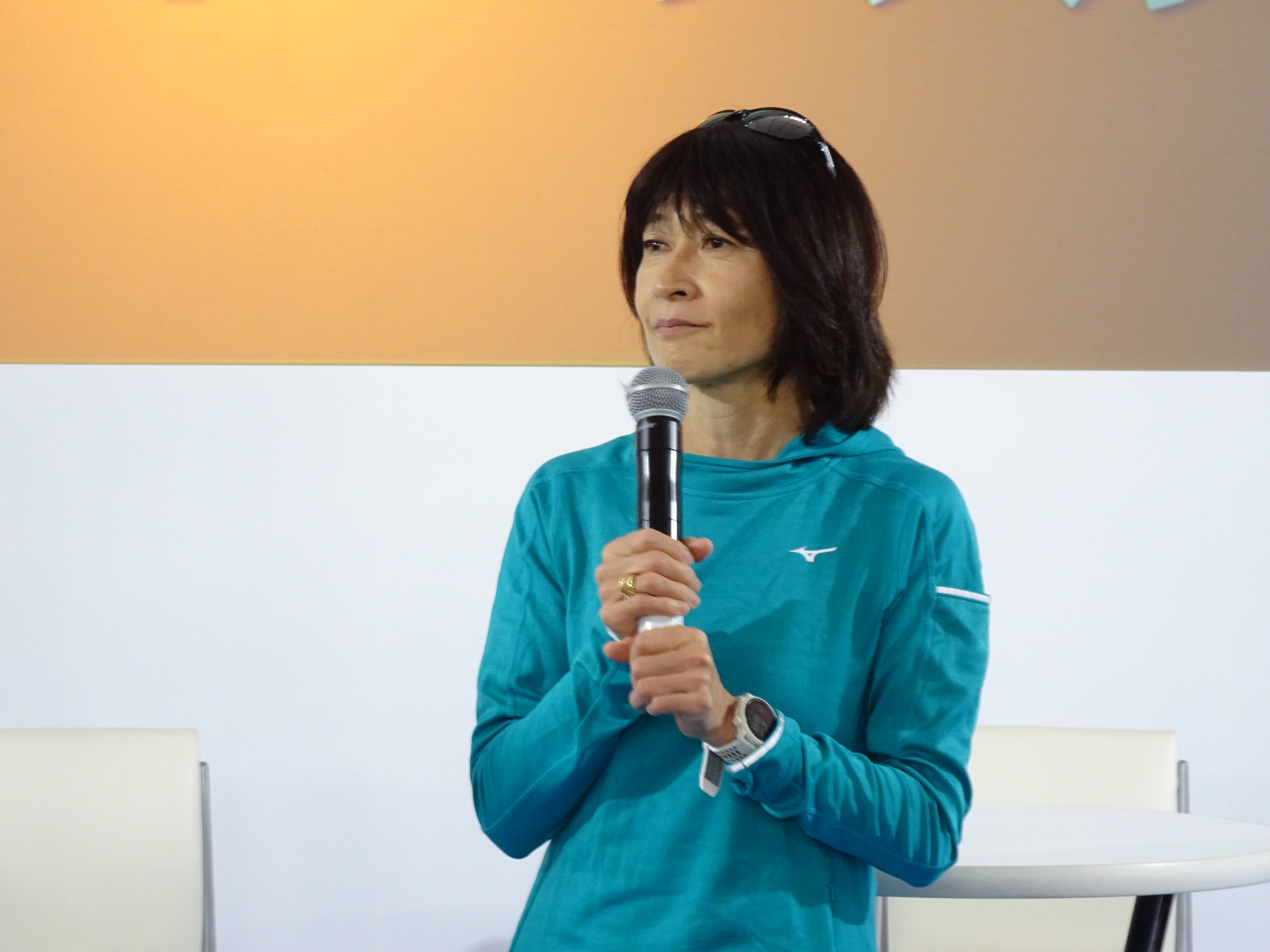
Mari Tanigawa (2023)

Mari Tanigawa (jap. 谷川 真理, Tanigawa Mari; * 27. Oktober 1962 in Fukuoka) ist eine japanische Langstreckenläuferin, die sich auf die Marathondistanz spezialisiert hat.
Im März 1988 lief sie in Nagoya ihren ersten Marathon in 3:00:58 h. In den folgenden Monaten verbesserte sie sich kontinuierlich. Bereits zweieinhalb Jahre später belegte sie beim Tokyo International Women’s Marathon, ihrem sechsten Marathonstart, den dritten Platz in 2:34:10 h. 1990 gewann sie den so genannten Ōme-Marathon über 30 km und siegte beim Marathon in Tokio in 2:31:27 h und sicherte sich damit zugleich den japanischen Meistertitel. 1992 belegte beim Nagoya-Marathon, wo sie vier Jahre zuvor debütiert hatte, den zweiten Platz und wurde Siegerin beim Gold-Coast-Marathon in Australien.
Bei den Halbmarathon-Weltmeisterschaften 1993 in Brüssel gewann sie sowohl in der Einzel- als auch in der Mannschaftswertung die Silbermedaille. Im selben Jahr wurde sie beim Tokyo International Women’s Marathon Zweite. 1994 siegte sie beim Paris-Marathon in persönlicher Karrierebestleistung von 2:27:55 h. Später in der Saison belegte sie bei den Halbmarathon-Weltmeisterschaften in Oslo den zehnten Rang und gewann Bronze in der Mannschaftswertung.
1996 belegte Tanigawa beim Honolulu-Marathon den dritten Platz. 1998 gewann sie in Streckenrekordzeit den Maui-Marathon und wurde Sechste beim Hokkaidō-Marathon. Bei weiteren Starts beim Honolulu-Marathon 1999 und 2000 belegte sie die Plätze vier und fünf. In den folgenden Jahren musste sie ihrem Alter Tribut zollen und konnte nicht mehr an ihre früheren Resultate anknüpfen. Beim Tokio-Marathon 2007 wurde sie Zweite. Allerdings wurden dort damals noch keine Eliteläuferinnen verpflichtet. Nachdem sich dies geändert hatte, belegte sie 2009 in Tokio nur noch den 67. Platz.
Mari Tanigawa ist 1,60 m groß und hat ein Wettkampfgewicht von 44 kg. Sie lebt im Tokioter Stadtbezirk Arakawa, wo seit 2000 ein nach ihr benannter Halbmarathon als Volkslauf ausgetragen wird. Sie tritt regelmäßig in Talkshows im japanischen Fernsehen auf und veranstaltet Seminare für Läufer. Ihr Cousin ist der Hürdensprinter Satoru Tanigawa.

## Bestleistungen
- Halbmarathon: 1:09:37 h, 22. Januar 1995, Tokio
- Marathon: 2:27:55 h, 24. April 1994, Paris